# Социократия
Социокра́тия (или динамическое управление) представляет собой систему управления, которая спроектирована для принятия таких управленческих решений, которые формируют гармоничное общество, а также эффективные организации и предприятия. 
В других источниках указано что Социократия (Sociocracy) или Нормальное устройство общества — часть социальной динамики, которая имеет прикладной характер и трактует о сознательном действии человека на социальный процесс.
Отличительные черты социократии как динамического управления:
- использование в процессе принятия решений метода согласования интересов, а не большинства голосов;
- решения принимаются после обсуждения людьми, которые знают друг друга.

Социократический метод круговой организации (СМК) был разработан в Нидерландах инженером-электриком и предпринимателем Герардом Энденбургом. СМК основан на работах пацифистов и педагогов Бетти Кэдбери и Кеса Буке и является современной реализацией социократического метода управления.

## Происхождение
Слово социократия происходит от лат. socius, означающего спутника, союзника, компаньона, и элемента др.-греч. -κρατία, который относится к власти (как в словах «аристократия», «плутократия», «демократия» и тому подобное).
Слово было придумано в 1851 году французским философом Огюстом Контом как параллель с социологией — наукой, которая изучает, как люди объединяются в социальные системы. Конт полагал, что правительство, возглавляемое социологами, будет использовать научные методы для удовлетворения потребностей всего народа, а не только правящего класса. Американский социолог Лестер Фрэнк Уорд в статье 1881 года для Penn Monthly был активным сторонником социократии как альтернативе политической конкуренции, возникающей при борьбе за большинство голосов избирателей.
Уорд расширил свою концепцию социократии в работах «Динамическая социология» (1883) и «Психические факторы цивилизации» (1892). Уорд считал, что для эффективного управления страной определяющим условием выступает высокообразованная общественность, предполагая, что в будущем эмоциональный и непрозрачный характер современной политики уступит гораздо более эффективному, беспристрастному и научному обсуждению вопросов и проблем. Таким образом, демократия в конечном итоге эволюционирует в более продвинутую форму правления — социократию.

## Социократия в XX веке
Голландский пацифист и педагог Кес Буке и его жена, британский активистка-пацифистка Беатрис Кэдбери обновили и расширили идеи Уорда в середине XX века, реализовав первую социократическую организационную структуру в школе в Билтховене, Нидерланды. Школа все ещё существует: Детский общественный семинар (нидерл. Werkplaats Kindergemeenschap). Буке видел социократию (нидерл. Sociocratie) как форму руководства или управления, которая предполагает равенство людей и основана на согласовании их интересов. Это равенство реализуется не демократическим голосованием по принципу «один человек — один голос», а скорее принятием решения группой лиц, аргументированно рассуждающих вместе до тех пор, пока не будет принято решение, которое удовлетворило бы для каждого из них.
Для воплощения на практике социократических идеалов Буке использовал принятие решений методом общего согласия на основе практики квакеров, которую он назвал одной из первых социократических организаций.

Эта особенность относится к квакерскому процессу принятия решений: решая деловые вопросы, квакеры не голосуют. Председательствующий квакер зовется клерком, и его (или её) обязанность ― определить волю Бога, которая проявляется в дискуссиях группы. Клерк проверяет свои ощущения, предлагая собранию краткий итог обсуждений и формулируя решение, которое следует принять. Если оно точно отражает волю группы, то оно одобряется, но если некоторые Друзья, пусть даже и небольшая группа, расходятся во взглядах, обсуждение продолжается. Этот отказ от голосования основывается на убеждении, что воля Бога не обязательно совпадает с волей большинства людей.
— (Перевод статьи англоязычного издания Serious Science)
Другой пример — его школа примерно на 400 учеников и преподавателей, в которой постановления принимались в еженедельных «обсуждениях» для нахождения взаимоприемлемого решения. Таким образом члены каждой группы должны быть согласны выполнять это решение. 

Когда любое действие может быть предпринято только при достижении общего согласия, создается совершенно другая атмосфера, нежели та, что возникает при демократическом методе «права большинства». Буке определил три «фундаментальных правила»: (1) Следует учитывать интересы всех членов, и человек должен уважать интересы всех. (2) Никакое действие не может быть принято без согласования с каждым, и (3) все решения принимаются единогласно. Если группа не может принять решение, решение будет приниматься на «более высоком уровне» представителями, выбранными каждой группой. Размер группы, принимающей решения, должен быть ограничен 40 членами с входящими в неё меньшими комитетами из 5-6 человек, которые готовят более детализированные решения. Из таких групп выбирается структура представителей для принятия решений в более крупных группах.— 
В этой модели большую роль играет доверие. Чтобы процесс был эффективным, члены каждой группы должны доверять друг другу. Принимается за аксиому, что такое доверие будет достигнуто с течением времени, пока используется такой метод принятия решений. Применительно к гражданскому управлению люди «будут вынуждены проявлять интерес к тем, кто живёт рядом с ними». Только тогда, когда люди научатся применять этот метод к своим соседям, можно переходить на следующий более высокий уровень социократического управления обществом. В конце концов представители с самого высокого местного уровня будут избираться для формирования «Всемирной Ассамблеи по управлению и распоряжению всем миром».
«Все зависит от нового духа, проявляющегося в людях. Может быть, после многих веков страха, подозрительности и ненависти все больше и больше будет распространяться дух примирения и взаимного доверия. Постоянная практика искусства социократии и получение необходимого образования — это лучший способ продвинуть такой дух, от которого зависит реальное решение всех мировых проблем».

## Современная практика
В конце 1960-х и начале 1970-х годов Герард Энденбург, инженер-электрик и бывший ученик Кеса Буке, развил и применил принципы Буке в электротехнической компании, которой он управлял сначала для своих родителей, а затем стал её собственником. Энденбург хотел повторить в деловой обстановке атмосферу сотрудничества и гармонии, которую он испытал в школе Буке. Он также понимал, что в промышленном производстве с его разнообразной и изменчивой рабочей силой он не мог дожидаться, пока работники начнут доверять друг другу, прежде чем они смогут принимать решения. Чтобы решить эту проблему, Энденбург использовал метод аналогии, чтобы интегрировать своё понимание физики, кибернетики и системного мышления для дальнейшего развития социальных, политических и образовательных теорий Конта, Уорда и Буке. Понимая, как работают механические и электрические системы, он применял эти принципы к организациям.
После многолетних экспериментов и практических применений Энденбург разработал формальный организационный метод, названный «Социократическим методом круговой организации» (СМК). Метод Энденбурга основан на процессе круговой обратной связи, названным затем «процессом круговой причинно-следственной обратной связи», который в настоящее время упоминается как круговой процесс или петли обратной связи. СМК использует иерархию окружностей, соответствующих подразделениям или отделам организации, но это круговая иерархия — связи между каждым кругом объединяются, чтобы сформировать обратную связь вверх и вниз по организации.
Все стратегические решения, относящиеся к распределению ресурсов и ограничивающие оперативные решения, требуют согласия всех членов круга. Текущие решения принимаются оперативным руководителем в рамках правил, установленных при принятии стратегических решений. Стратегические решения, затрагивающие область интересов более чем одного круга, принимаются кругом более высокого уровня, сформированным из представителей каждого нижележащего круга. Эта структура связанных кругов, которые принимают решения по соглашению, сохраняет эффективность иерархии, сохраняя при этом равноправие кругов и их членов.
Энденбург начал испытывать и модифицировать свое применение принципов Боке в середине 60-х годов. К середине 70-х годов Энденбург начал консультации с другими предприятиями, чтобы применить свои методы и в конечном итоге начал работать со всеми видами организаций.
В 1980-х Энденбург и его коллега Анневик Реймер основали Центр Социократии (Социократический центр) в Роттердаме и начали помогать другим организациям в Нидерландах принять этот подход.

## Основные принципы
Метод принятия стратегических решений Энденбурга опубликован как основанный на четырёх основных принципах, с тем, чтобы подчеркнуть, что процесс отбора людей на должности и назначение им круга обязанностей также является предметом согласования сторон. Как показано ниже, первоначально метод Энденбурга был основан на трёх принципах:

### Стратегические решения принимаются согласованно (принцип 1)
Решения принимаются, когда не остается «основных возражений», то есть когда каждый участник информирован и согласен. Возражения должны быть обоснованы, аргументированы и основаны на способности возражающего лица продуктивно работать в соответствии с целями организации. Все стратегические решения принимаются согласованно, хотя группа может согласиться на использование другого метода принятия решений. В рамках этой стратегии повседневные текущие решения обычно принимаются традиционным способом. Как правило, возражения высоко ценятся, так как позволяют услышать соображения каждого заинтересованного лица. Этот процесс иногда называют «сбором возражений». Подчеркивается, что концентрация внимания на возражениях приводит к более эффективному принятию решений.

### Круговая организация (принцип 2)
Социократическая организация состоит из иерархии полуавтономных кругов. Однако эта иерархия не является силовой структурой, как авторитарная иерархия. Каждый круг обязан выполнять, измерять и контролировать свои собственные процессы для достижения своих целей. Он регулирует определённую сферу ответственности в рамках стратегии более крупной организации. Круги также ответственны за собственное развитие и развитие каждого члена. Предполагается, что круг и его члены должны сами определить, что им нужно знать, чтобы оставаться конкурентоспособными в своей области и достигать целей своего круга. Такое часто называют «интегральным обучением».

### Двойная связь (принцип 3)
Лица, выполняющие функцию связи между кругами, являются полноправными членами принятия решений как своих кругов, так и следующего круга более высокого уровня. Текущий руководитель круга по определению является членом следующего высшего круга и представляет собой организацию более высокого уровня при принятии решений круга, который он возглавляет. Каждый круг также дополнительно избирает представителя для представления интересов круга в следующем более высоком круге. Такие связи образуют цикл обратной связи между кругами.
На самом высоком уровне организации существует «высший круг», аналогичный совету директоров, за исключением того, что он работает в рамках стратегии структуры кругов, а не устанавливает свою стратегию. К членам высшего круга относятся внешние эксперты, которые связывают организацию с её окружением. Как правило, эти члены имеют опыт в сферах права, правительства, финансов, общественности и задач организации. В корпорации высший круг может также включать представителя, выбранного акционерами. В высший круг также входят генеральный директор и, по крайней мере, один представитель круга администрации предприятия. Каждый из этих членов круга полностью участвует в принятии решений верхнего круга.

### Выборы согласием (принцип 4)
Четвёртый принцип расширяет принцип 1. Избрание лиц на должности и определение их обязанностей происходит в открытой дискуссии с использованием тех же критериев согласия, которые используются для других стратегических решений. Члены круга предлагают себя или других членов кружка и объясняют причины своего выбора. После обсуждения люди могут (и часто делают так) менять свои кандидатуры, после чего ведущий дискуссии предложит выбрать человека, за которого самые сильные аргументы. Члены круга могут возразить, и обсуждение продолжится. Для должности, которую могут занимать многие люди, это обсуждение может проходить в несколько раундов. Когда для задачи подходит меньшее количество людей, процесс согласования интересов будет проходить быстрее. Круг может также решить выбрать кого-то, кто не является членом круга.

### Три принципа
В первых формулировках СМК у Энденбурга было три принципа, четвёртый принцип, выборы согласием, считался не отдельным принципом, а методом принятия согласованных решений, когда есть несколько вариантов. Он считал это частью первого принципа, стратегические решения принимаются согласованно, но многие люди не понимают, что выборы людей на должности и определение их обязанностей являются частным случаем распределения ресурсов и, следовательно, стратегическими решениями. Чтобы подчеркнуть важность принятия этих решений согласованно на собраниях круга, Энденбург выделил его в четвёртый принцип.

### Согласие против консенсуса
Социократия проводит различие между «соглашением» (consent) и «консенсусом» (consensus), чтобы подчеркнуть, что решения кругов не обязательно должны приводить к «консенсусу». Это не означает соглашения или солидарности. В социократии согласие определяется как «отсутствие возражений», а сами возражения основаны на способности возражающего лица работать на цели организации. Члены, обсуждающие некую идею в основе принципов согласия, обычно спрашивают себя: «Достаточно ли хорошо сейчас и достаточно ли безопасно, чтобы пробовать?»  Если нет, то выдвигается возражение, которое приводит к поиску приемлемого изменения первоначального предложения для достижения согласия.
Соосновательница Центра социократии Реймер обобщила эту разницу следующим образом: «По консенсусу я должен убедить вас, что я прав, по согласию вы спрашиваете, можете ли вы жить с этим решением».

## Взаимозависимость и прозрачность
Принципы взаимозависимы, требуется применение всех их для того, чтобы организация функционировала по методу социократии. Каждый принцип поддерживает успешное применение остальных. Также принципы требуют прозрачности работы организации. Поскольку принятие решений распространяется по всей организации, все члены организации должны иметь доступ к информации. Единственное исключение — запатентованные знания и любая информация, которая ставит под угрозу безопасность организации или её клиентов. Все финансовые транзакции и стратегические решения прозрачны для членов организации и её клиентов.
В дополнение к принципам, социократические организации применяют круговой процесс с обратной связью «направлять — делать — измерять» для проектирования рабочих процессов, а в коммерческих организациях вознаграждение основано на рыночной ставке заработной платы плюс долгосрочные и краткосрочные платежи, основанные на успешности круга. Рабочие практики социократических организаций совместимы с передовыми практиками современной теории управления.